# Desert Eagle
Desert Eagle hay D.Eagle hay Đại bàng sa mạc là một loại súng ngắn bán tự động nòng lớn nạp đạn bằng khí nén chủ yếu được chế tạo ở Israel bởi nhà máy IMI (Israel Military Industries, nay là Israel Weapon Industries) cho công ty Magnum Research. Magnum Research đã chào bán nhiều phiên bản ít giật của khẩu súng ngắn Jericho 941 với tên Baby Eagle; loại súng này không có đặc tính nào giống khẩu Desert Eagle mà chỉ có vẻ ngoài, giá cả giống nhau.
Magnum Research, một đơn vị đóng ở Hoa Kỳ, đã phát triển và đăng ký bản quyền thiết kế gốc của Desert Eagle và đã chế tạo mẫu đầu tiên nhưng việc chế tạo đã được chuyển giao đến Israel, nơi chỉnh sửa hoàn thiện cuối cùng thiết kế và đưa vào sản xuất. Địa điểm chế tạo đã được dời đến Saco Defense nằm ở bang Maine từ năm 1996 đến năm 2000 nơi chế tạo theo phiên bản XIX, nhưng đã được chuyển lại Israel khi Saco đã được General Dynamics mua lại.
Nhờ đặc điểm là vẻ ngoài mạ kền bóng bẩy và cỡ đạn lớn, khẩu Desert Eagle trở nên nổi tiếng trong các game và phim ảnh. Nó có uy lực lớn nhưng sức giật và tiếng ồn cũng rất lớn, tầm bắn từ 100-200m,súng thường dùng đạn .50 GI.

.
Desert Eagle chủ yếu được dùng trong các dịp bắn súng thể thao, giải trí, đi săn. Trái ngược với phim ảnh, Desert Eagle hầu như không dùng trong chiến đấu, vì giá cả đắt đỏ, nặng nề, độ giật lớn. Cùng một số tiền mua Desert Eagle, người ta có thể mua được nhiều khẩu súng ngắn khác có độ tin cậy cao, rẻ tiền cùng nhiều đạn dược cho súng. Nếu như cần một khẩu súng uy lực mạnh, thì người ta thường mua súng ngắn liên thanh hoặc súng trường tấn công thay vì Desert Eagle.